# Wojciech Samulowski
Wojciech Lucjan Samulowski (ur. 11 października 1954 w Gietrzwałdzie) – polski samorządowiec i urzędnik, w latach 1990–1998 wójt gminy Gietrzwałd, w latach 1999–2002 wicemarszałek (wiceprzewodniczący zarządu) województwa warmińsko-mazurskiego.

## Życiorys
Jest prawnukiem działacza społecznego i poety Andrzej Samulowskiego. Uzyskał wykształcenie wyższe inżynierskie, pracował jako urzędnik samorządowy.
W latach 1990–1998 sprawował funkcję wójta gminy Gietrzwałd. Zaangażował się w działalność polityczną w ramach Unii Wolności. W 1998 uzyskał mandat radnego sejmiku warmińsko-mazurskiego I kadencji. Został powołany na stanowisko wiceprzewodniczącego zarządu (odpowiednik wicemarszałka) województwa warmińsko-mazurskiego z dniem 1 stycznia 1999. 14 października 1999 w kolejnym zarządzie ponownie objął stanowisko wiceprzewodniczącego zarządu. W 2001 bez powodzenia startował do Sejmu (zdobył 899 głosów). Zakończył pełnienie funkcji 16 listopada 2002 w związku z upływem kadencji zarządu.
Później objął funkcję zastępcy kanclerza Uniwersytetu Warmińsko-Mazurskiego i dyrektora Centrum Innowacji i Transferu Technologii UWM. W 2013 został prezesem nowo powołanego Parku Naukowo-Technologicznego w Olsztynie. Był jednym z inicjatorów odwołania wójta gminy Gietrzwałd w 2017. O to stanowisko ubiegał się w wyborach w 2017 (przedterminowych) i w 2018 (zajmując dwukrotnie drugie miejsce za Janem Kasprowiczem).
W 1998 otrzymał Srebrny Krzyż Zasługi.